# Le diable s'habille en Prada 2
Pour les articles homonymes, voir Le diable s'habille en Prada (film), The Devil Wears Prada et Le Diable s'habille en Prada.
Série Le diable s'habille en Prada
Le diable s'habille en Prada
(2006)
Pour plus de détails, voir Fiche technique et Distribution.
Le diable s'habille en Prada 2 (The Devil Wears Prada 2) est une comédie dramatique américaine réalisée par David Frankel et dont la sortie est prévue pour 2026.
Le film est écrit par Aline Brosh McKenna, qui a également écrit Le diable s'habille en Prada (2006). Le script de la comédie est basé sur le roman Vengeance en Prada : Le retour du diable de Lauren Weisberger. Suite directe du premier film, Meryl Streep, Anne Hathaway, Emily Blunt, Tracie Thoms, Tibor Feldman et Stanley Tucci reprennent leurs rôles. 
La sortie du diable s'habille en Prada 2 est prévue le 1er mai 2026 aux États-Unis.

## Distribution
- Meryl Streep : Miranda Priestly
- Anne Hathaway : Andrea « Andy » Sachs
- Emily Blunt : Emily Charlton
- Stanley Tucci : Nigel Kipling
- Tracie Thoms : Lily
- Tibor Feldman : Irv Ravitz
- Kenneth Branagh
- Simone Ashley
- Lucy Liu
- Justin Theroux
- B. J. Novak
- Pauline Chalamet
- Helen J. Shen
- Conrad Ricamora
- Caleb Hearon
- Rachel Bloom
- Patrick Brammall

## Production
En 2013, Lauren Weisberger a écrit la suite de son premier livre Vengeance en Prada intitulée Le retour du diable. Il semblait cependant très peu probable qu'une adaptation cinématographique, ou une suite quelconque, puisse être réalisée, car deux des stars du premier film n'étaient pas enthousiastes à l'idée de le faire. Meryl Streep aurait déclaré ne pas être intéressée par une suite, alors qu'Anne Hathaway souhaitait travailler avec la même équipe, mais en espérant « quelque chose de totalement différent ».
En juillet 2024, le développement du film s'amorce. Aline Brosh McKenna est de retour pour écrire le scénario. Meryl Streep, Anne Hathaway, Emily Blunt et Stanley Tucci reprennent leurs rôles du premier film,.
Le tournage débute officiellement le 30 juin 2025, avec David Frankel de nouveau à la réalisation, Kenneth Branagh rejoignant également la distribution en tant que nouveaux mari de Miranda. En juillet 2025, il est annoncé publiquement que Tracie Thoms et Tibor Feldman reprennent leurs rôles du film de 2006, alors que Simone Ashley, Lucy Liu, Justin Theroux, B. J. Novak, Pauline Chalamet, Rachel Bloom et Patrick Brammall comme nouveaux membres de la distribution,,.